# Löserbecken von Weiterstadt
Das Löserbecken von Weiterstadt ist ein Naturschutzgebiet (NSG-Kennung 1432007) in der Gemarkung Weiterstadt im Landkreis Darmstadt-Dieburg in Südhessen. Es wurde mit Verordnung vom 18. Juli 1983 mit einer Fläche von 8,03 Hektar ausgewiesen und am 20. September 1993 in den Abgrenzungen ergänzt. Seit 2008 ist es gleichzeitig als Natura 2000-Gebiet „NSG Löserbecken von Weiterstadt“ (FFH-Gebiet 6117-311) Teil des europäischen Naturschutznetzwerks.

## Geographie
Das Löserbecken ist ein künstlich angelegtes Stillgewässer und ein Wald- und Wiesengelände am Südwestrand von Weiterstadt. Ursprünglich handelt es sich um eine frühere Sandgrube aus den 1970er-Jahren, an deren Grund sich Feuchtzonen und Tümpel gebildet haben, die weitgehend durch Regenwasser gespeist werden. Naturräumlich ist das Gebiet Teil des Griesheim-Weiterstädter Sands der wiederum eine Untereinheit der Oberrheinischen Tiefebene darstellt. Klimatisch zeichnet sich diese Lage durch geringe Niederschläge (weniger als 600 mm pro Jahr) und ein allgemein mildes Klima aus.
Unmittelbar im Norden grenzt die Justizvollzugsanstalt Weiterstadt an, deren Errichtung 1987 sowie Sprengung und anschließender Wiederaufbau 1990 das Gebiet maßgeblich mitgeprägt haben. So wurden beispielsweise als Ausgleich für die notwendigen Eingriffe im Zuge des Neubaus zusätzliche Amphibientümpel angelegt. Im Osten und Südosten befinden sich ehemalige Klärbecken, die jedoch heute nicht mehr in Benutzung sind.

## Schutzzweck
Durch die Unterschutzstellung sollen die Feuchtbiotope am Grubenboden, die trocken-warmen offenen Grasfluren und blütenreichen Ruderalfluren im Bereich der Grubenböschungen sowie die eingestreuten Gebüsche und Gehölze im angrenzenden Umfeld erhalten werden.

## Flora und Fauna
Die Pflanzengesellschaften des Gebiets durchlaufen seit dem Ende der wirtschaftlichen Nutzung des Löserbeckens verschiedene Stadien der Sukzession. So finden sich hier beispielsweise Bestände von Kiefern, Weiden, Robinien und Pappeln, zur Abgrenzung von landwirtschaftlich genutzten Arealen im Norden und Westen wurden Hecken und Gebüsche gepflanzt.
Besondere Bedeutung besitzt das Löserbecken für den Amphibienschutz; neben weiteren geschützten Arten wie Knoblauchkröte, Springfrosch und Wechselkröte kommt hier auch der Kammmolch vor, der in FFH-Anhang II als „Art von gemeinschaftlichem Interesse“ genannt wird. Die Reptilien sind in dem Gebiet durch die Zauneidechse vertreten. Des Weiteren brütet hier die Rohrweihe.

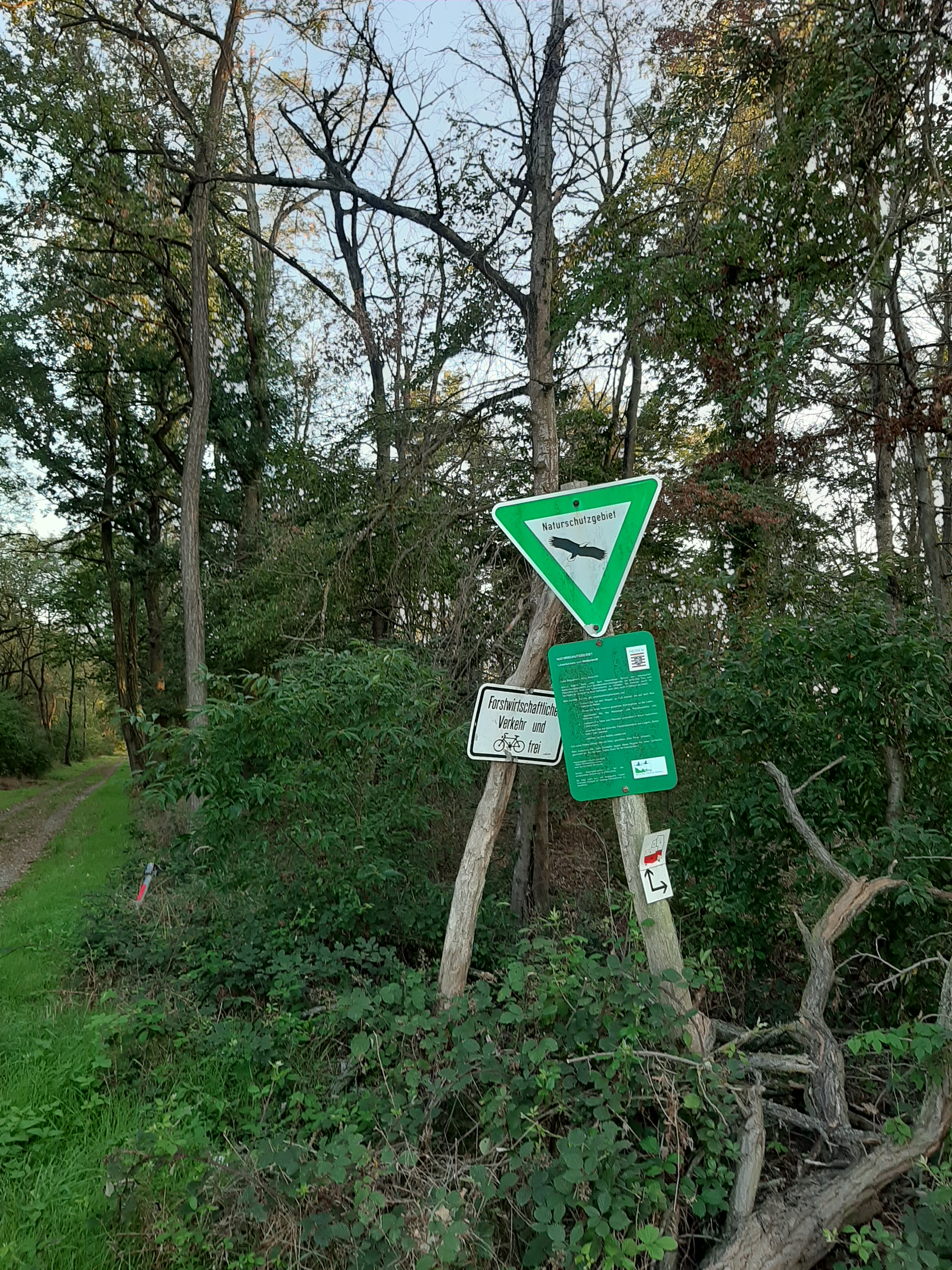
NSG Löserbecken von Weiterstadt (2020)
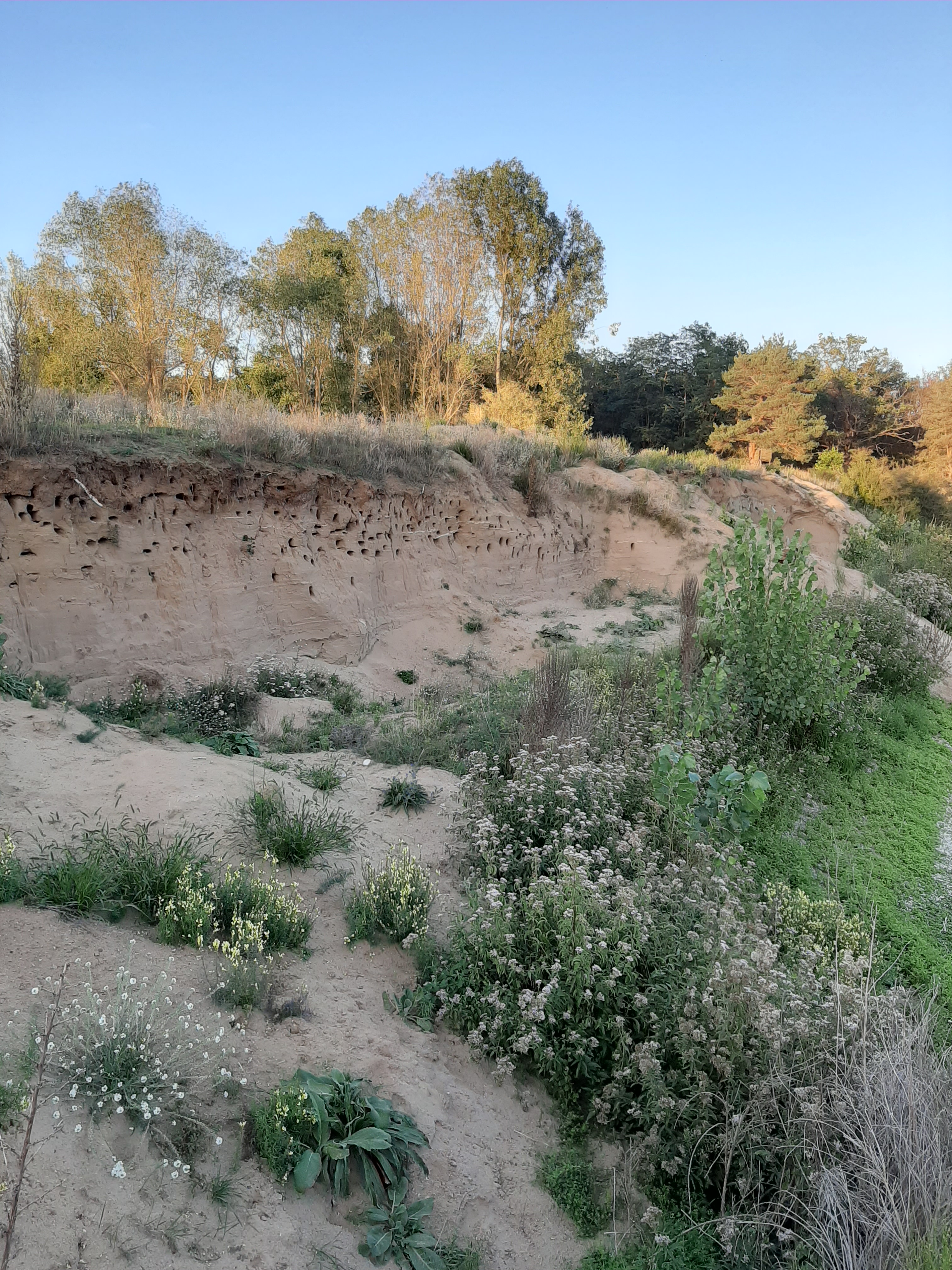
Sandwand mit Nisthöhlen (2020)
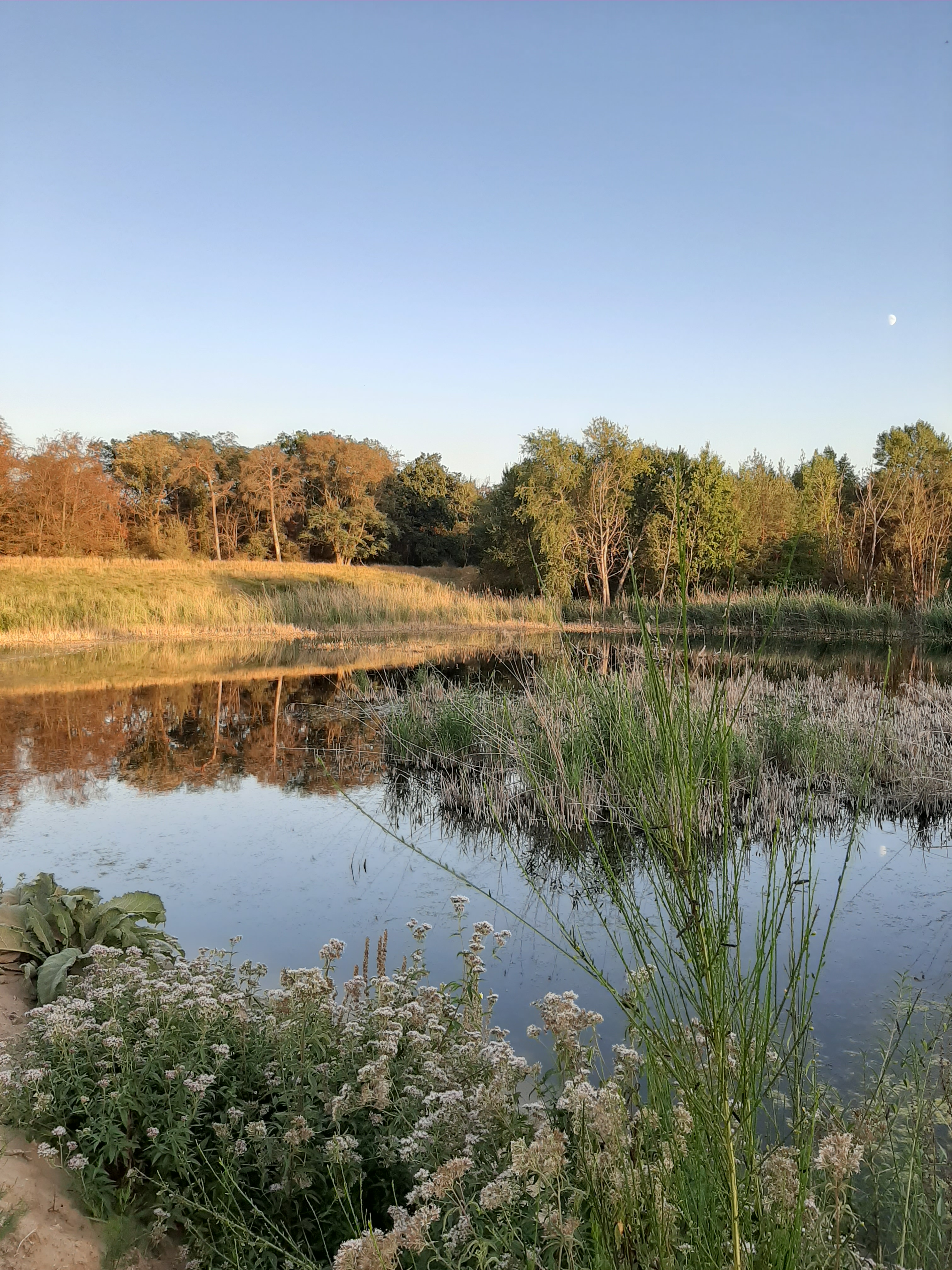
Stillgewässer (2020)
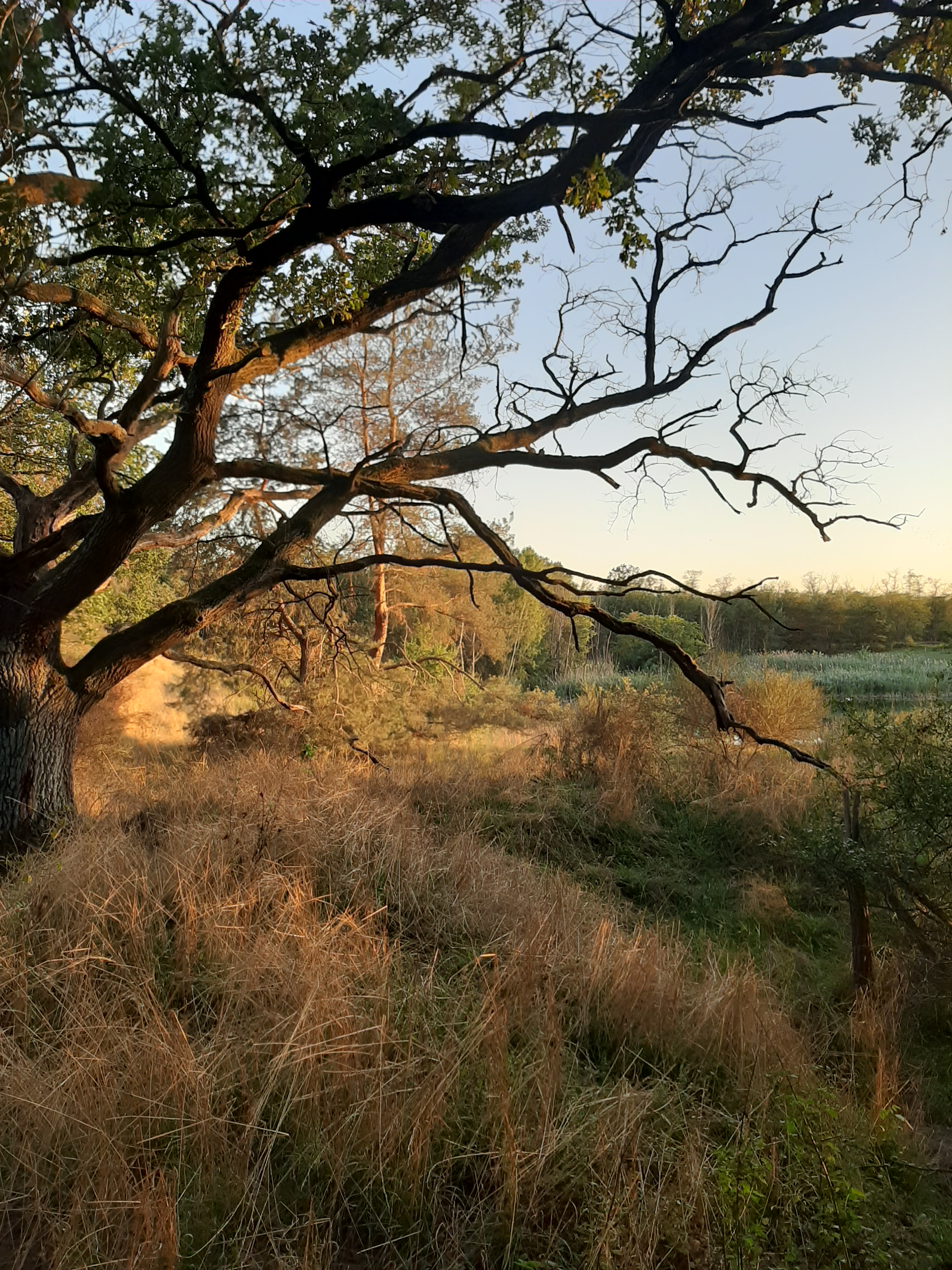
NSG Löserbecken von Weiterstadt (2020)
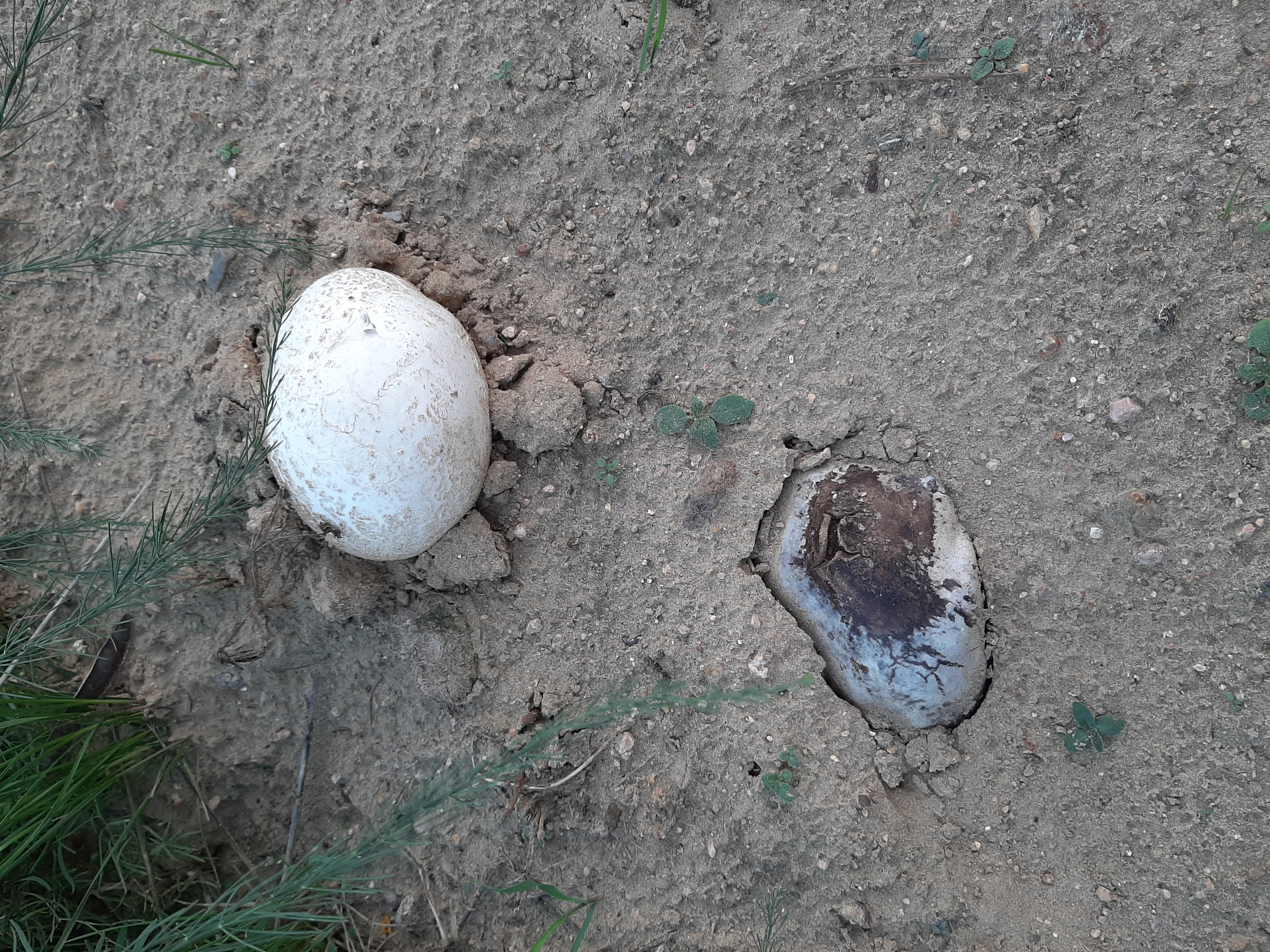
Hasen-Stäubling
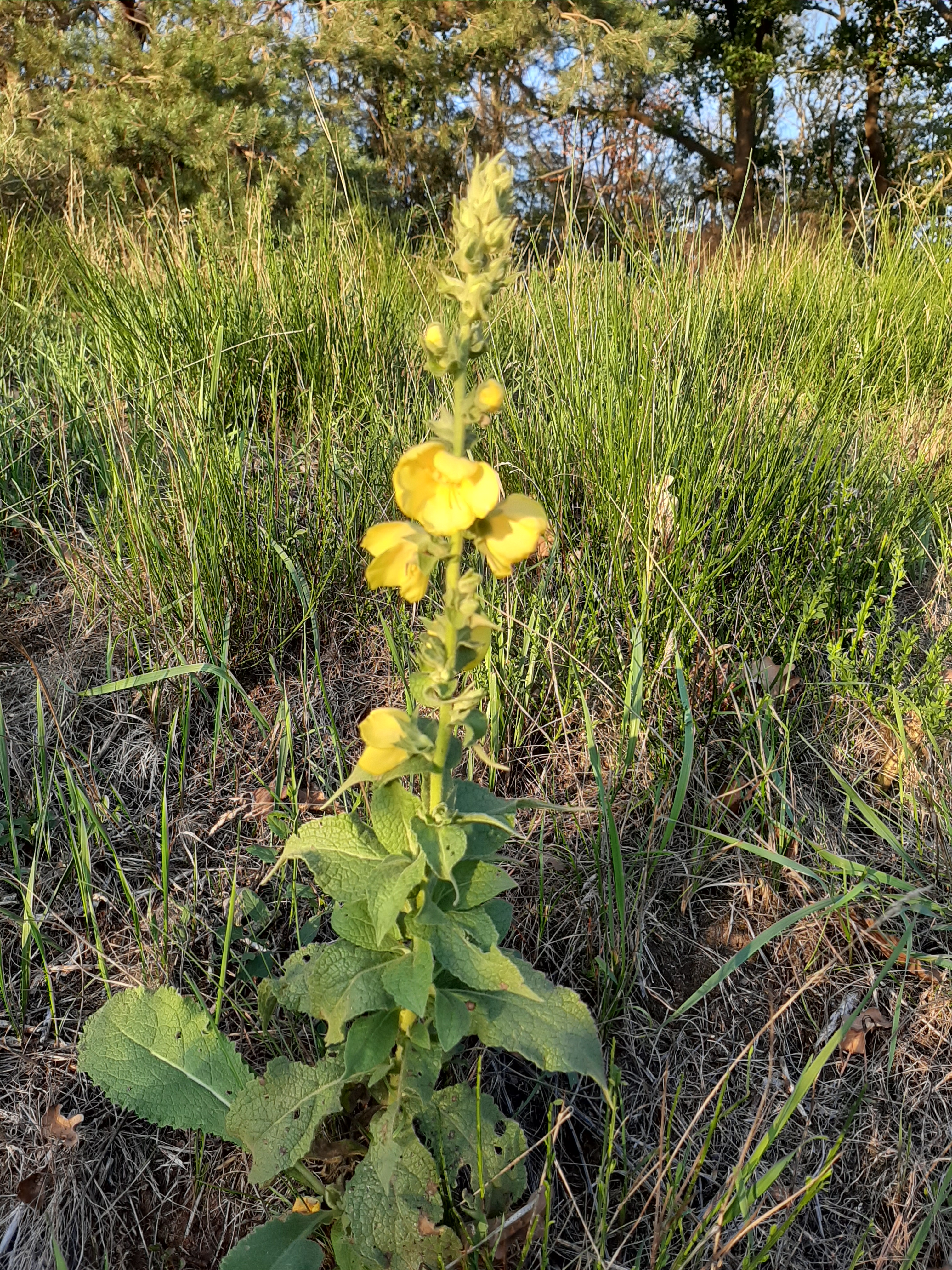
Großblütige Königskerze